# Кастровалва (Л'Аквила)
Кастровалва (итал. Castrovalva) је насеље у Италији у округу Л'Аквила, региону Абруцо.
Према процени из 2011. у насељу је живело 38 становника. Насеље се налази на надморској висини од 819 м.